# Ali Yousuf Ahmad Saad Al Rumaihi
Ali Yousuf Ahmad Saad Al Rumaihi (né le 26 août 1981) est un cavalier qatarien de saut d'obstacles, l'un des piliers de l'équipe nationale. En mai 2013, il est 353e des classements mondiaux. En 2010, il a terminé les Jeux asiatiques à la 5e place en individuel et à la 7e en équipe.